# Барнаульская ТЭЦ-2
Барнаульская ТЭЦ-2 — крупное энергетическое предприятие в Барнауле. Станция снабжает электроэнергией и теплом почти половину Барнаула — в основном его центральную часть. Владелец станции — АО «Барнаульская генерация» входит в группу «Сибирская генерирующая компания» (СГК). ТЭЦ находится в Октябрьском районе города.

## История
В 1950 году Советом Министров СССР было принято решение о строительстве в Барнауле ТЭЦ-2. В 1955 году — введены три первых котла производительностью по 170 тонн пара в час и три турбины суммарной мощностью 75 мВт.
В 1990-х годах часть котлов была переведена на природный газ.
В 2012—2015 годах проходила реконструкция энергоблоков № 8 и 9 станции. На этих блоках турбины Т-55-130 были заменены на турбоагрегаты с турбиной Т-60/65-130-2М (УТЗ) и генератором ТВФ-63М-2ЕУ3 (Элсиб). Это позволило увеличить электрическую мощность каждого блока с 50 МВт до 65 МВт. Проект был реализован по программе договоров предоставления мощности (ДПМ), инвестиции в него составили около 6,3 млрд руб.
Реконструированный энергоблок № 8 был испытан в феврале 2014 года, в апреле — введён в эксплуатацию.
26 декабря 2014 года состоялся торжественный пуск обновленного девятого энергоблока мощностью 65 Мвт.
Электрическая мощность ТЭЦ-2 достигла 275 МВт.
На предприятии работает около шестисот человек.

## Происшествия
7 февраля 2015 года на Барнаульской ТЭЦ-2 произошёл пожар, повредивший кабели электропитания насосов подачи воды. В результате были аварийно остановлены две турбины и три котлоагрегата, в работе остались две турбины и четыре котлоагрегата. В Барнауле с 21.00 7 февраля 2015 года был введён режим чрезвычайной ситуации. К 18 часам 8 февраля ТЭЦ-2 вышла на заданный график теплосети, подняв температуру подаваемого теплоносителя до 85 градусов. Подача горячей воды в дома, попавшие под временное ограничение, полностью возобновлена.
11 апреля 2021 года произошло обрушение оголовка (верхней части) дымовой трубы № 2 высотой 120 м. В результате аварии пострадавших нет, падающими обломками была повреждена галерея топливоподачи. Путем ввода резервных мощностей и перераспределения нагрузки на другие станции удалось сохранить поставку потребителям тепла, горячей воды и электроэнергии на требуемых уровнях в составе более 
1000 человек))).